# Antun Barac
Antun Barac (Grižane, 1894. augusztus 20. – Zágráb, 1955. november 1.), horvát irodalomtörténész, kritikus, műfordító, egyetemi tanár, a Zágrábi Egyetem rektora.

## Élete
1917-ben szerzett diplomát a zágrábi filozófiai karon, majd Sušakban dolgozott gimnáziumi tanárként. 1918-ban doktorált Vladimir Nazor költészetéről szóló disszertációjával. 1930-tól a Zágrábi Egyetem Filozófiai Karának professzora. 1926-ban a „Jugoslavenska njiva” folyóirat szerkesztőségének tagja, 1925 és 1933 között a „Mladost” folyóirat szerkesztője volt. 1947-től a Jugoszláv Tudományos és Művészeti Akadémia rendes tagja volt. Számos tudományos kiadást és antológiát szerkesztett, Vladimir Nazorral pedig középiskolai tankönyveket írt. Az 1950/51-es ciklusban az egyetem rektora. A rektori ciklus után a Zágrábi Egyetem rektorhelyettese volt.

## Munkássága
Enigmatikusként és költőként kezdett írni. A művészet, és különösen az irodalom feladatáról és jelentéséről a „Naša književnost i njezini historici” (Irodalmunk és történetírói, Jugoslavenska njiva, 1923) és „Između filologije i estetike” (Filológia és esztétika között, Savrenemik, 1929) című esszéiben ismertette nézeteit. Az irodalomtörténet szerinte egyúttal a szellem, az atmoszféra és az időfilozófia, de mindenekelőtt a maga teljességében megragadva az életesemények története, benne a legértékesebb meghatározóval, az emberrel. Hangsúlyozta, hogy egy irodalomtörténeti tanulmánynak meg kell mutatnia, mennyire lüktet az élet egy irodalmi alkotásban. Barac az irodalom művészetét egy bizonyos történelmi kontextusba helyezi, és azt tézist fogalmazza meg, hogy a nagy és kis nemzetek irodalmának értékelése során eltérő kritériumokra van szükség. Ezeket a posztulátumokat több horvát (és néhány szerb, valamint szlovén) író munkásságának elemzésében, különösen monográfiáiban (Vladimir Nazor, 1918; August Šenoa, 1926; Vidrić, 1940; Mažuranić, 1945) konkretizálta, de írt kevésbé ismert írókról is. Nagyobb tanulmányaiban nyilvánult meg irodalomtörténeti módszere teljes mértékben: az irodalmi teljesítmény elemzésében a pozitivistától az esztétikai értékelésig különféle módszertani eljárások figyelembevételével és alkalmazásával, egyfajta eklektikus módszerrel sikeresen kapcsolta össze a hagyományos eljárásokat a modern irányzatokkal. Összességében jelentősen hozzájárult a kortárs horvát irodalomtudományhoz, különös tekintettel a horvát irodalom helyére az európai irodalomban.

## Főbb művei
- Vladimir Nazor, Zagreb, 1918.
- Knjiga eseja, Zagreb, 1924.
- August Šenoa: studija, Zagreb, 1926.
- Ilirska knjiga, Beograd, 1931.
- Mirko Bogović, Zagreb, 1933.
- Članci o književnosti, Zagreb, 1935.
- Dr Antun Radić u hrvatskoj književnosti: predavanje u Pučkom sveučilištu dne 29. siječnja 1937., Zagreb, 1937.
- Notes sur les Francais dans la litterature de l'Illyrisme, Gap, 1938.
- Hrvatska književna kritika, Zagreb, 1938.
- Vidrić, Zagreb, 1940.
- Književnost i narod: (viták és esszék), Zagreb, 1941.
- Mažuranić, Zagreb, 1945.
- Veličina malenih: sastavci o književnosti i književnicima, Zagreb, 1947.
- Bjelinski u hrvatskoj književnosti, Zagreb, 1948.
- Putopisi Adolfa Vebera, Zagreb, 1950.
- Hrvatska književnost od Preporoda do stvaranja Jugoslavije: knjiga I.: književnost ilirizma, Zagreb, 1954.,
- Hrvatska književnost od Preporoda do stvaranja Jugoslavije: knjiga II.: književnost pedesetih i šezdesetih godina, Zagreb, 1960.
- Jugoslavenska književnost, Zagreb, 1954.,
- Nekrolog nepriznatome, Zagreb, 1954.
- Problemi književnosti, Beograd, 1964.
- Rasprave i kritike, Beograd, 1964.
- Bijeg od knjige, Zagreb, 1965.
- Članci i eseji, Zagreb, 1968.
- Književnost Istre i Hrvatskog primorja, Zagreb-Rijeka, 1968.
- KZSTG, Jasenovac, 1978.
- I nisi sam, Osijek [etc.], 1985.
- O književnosti, Zagreb, 1986.

## Emlékezete
Új-Zágráb egyik terét róla nevezték el.